# Imperator Lwów
Imperator Lwów – polski klub piłkarski z siedzibą w mieście Lwów, działający w latach 1927–1939.

## Historia
Chronologia nazw:
- 1927: K.S. Ekran Lwów
- 1930: K.S. Imperator Lwów
- 1939: klub rozwiązano

Klub Sportowy Ekran został założony we Lwowie w latach 20. XX wieku. W 1927 roku drużyna zadebiutowała w rozgrywkach Klasy B podokręgu lwowskiego Lwowskiego ZOPN. Po zwycięstwie w grupie I zespół otrzymał bezpośredni awans do Klasy A. W debiutowym sezonie 1928 zajął ostatnie piąte miejsce w grupie II Klasy A, które skutkowało spadkiem do Klasy B. Jednak w następnym sezonie 1929 z zespół rozpoczął występy w Klasie C podokręgu lwowskiego. W 1930 roku klub zmienił nazwę na K.S. Imperator, a w 1932 po wygraniu swojej grupy w finale podokręgu pokonał ZZK Lwów i awansował do Klasy B podokręgu lwowskiego. Z 25 punktami zespół uplasował się na 8 miejscu w tabeli końcowej podokręgu. W sezonie 1934 po wprowadzeniu Lwowskiej ligi okręgowej, Klasa B spadła na IV poziom. Po zakończeniu sezonu 1934, w której zajął 8.miejsce, klub spadł do Klasy C. W 1935 występował w jednej z podgrup Klasy C podokręgu lwowskiego.
Na skutek wybuchu II wojny światowej w 1939 roku - działalność klubu została zawieszona, zaś po jej zakończeniu już nigdy go nie reaktywowano.